# Шматов, Максим Васильевич
Макси́м Васи́льевич Шма́тов (17 января 1914, Верхнее Турово, Воронежская губерния — 5 октября 1984, Воронеж) — заместитель командира батальона 305-го гвардейского стрелкового полка (108-я гвардейская стрелковая дивизия, 46-я армия, 2-й Украинский фронт). Герой Советского Союза.

## Биография
Родился 17 января 1914 года в селе Верхнее Турово Нижнедевицкого уезда Воронежской губернии в крестьянской семье. После окончания семилетней школы работал учётчиком в колхозе, затем в торговой сети в Воронеже. В 1939 году призван в РККА Нижнедевицким РВК Воронежской области. Член ВКП(б) с 1944 года.

#### Великая Отечественная война
С сентября 1941 года — на фронте. К концу войны воевал на 3-м Украинском фронте. В 1942 году окончил курсы младших лейтенантов.
Заместитель командира батальона гвардии старший лейтенант Шматов отличился в боях на территории Венгрии. Батальон под командованием Шматова 5 декабря 1944 года первым в полку форсировал Дунай у города Эрчи, захватил плацдарм и обеспечил успешную переправу других подразделений. Продолжая наступление, батальон Шматова перерезал шоссейную и железную дороги, идущие на Будапешт.
Указом Президиума Верховного Совета СССР от 24 марта 1945 года за образцовое выполнение боевых заданий Командования на фронте борьбы с немецкими захватчиками и проявленные при этом отвагу и геройство гвардии старшему лейтенанту Шматову Максиму Васильевичу присвоено звание Героя Советского Союза с вручением ордена Ленина и медали «Золотая Звезда».

#### Послевоенное время
В 1946 году майор Шматов уволился в запас. Жил и работал в Воронеже. В 1949 году окончил областную партийную школу, в 1956 — Высшую партийную школу при ЦК КПСС. Был на партийной и хозяйственной работе.
М. В. Шматов умер 5 октября 1984 года. Похоронен на Юго-Западном кладбище.

## Награды
- Герой Советского Союза (24.3.1945)[2];
- орден Ленина (24.3.1945);
- орден Александра Невского (СССР) (27.3.1945)[3];
- орден Красной Звезды (15.6.1944)[4];
- медали.

## Память
Имя Героя Советского Союза М. В. Шматова присвоено улице в селе Нижнедевицк.